# 尤瑪·達陸
尤瑪·達陸（1963年—），漢名黃亞莉，2016年中華民國文化部授予「重要傳統工藝保存者」名譽（俗稱人間國寶）。

## 生平
出生於臺灣苗栗縣泰安鄉，
1997年畢業於輔仁大學織品研究所，曾任職於台中縣立文化中心博物組編織工藝館。
1989年於台中編織工藝館任職時，因工作需要開始尋找泰雅族織品資料，自1992年著手調查泰雅部落文化。
1997年發起苗栗縣泰雅北勢群文化協進會與推動部落教室，推展部落兒童、婦女及青少年民族教育與傳統祭典，曾應邀至美國紐約、日本東京廟會民俗演出與織布工藝交流；
2001年擔任行政院原住民族委員會原住民傳統染織師資培訓暨執行長、次年擔任苗栗縣原住民工藝協會創會理事長。
2007年作品〈展開夢想的翅膀〉，獲最高榮譽「卓越獎」，2008年行政院文建會台灣首屆公共藝術獎。
2011年設計與製作電影《賽德克·巴萊》戲服。
2016年，中華民國文化部指定公告為「重要傳統工藝-泰雅染織」保存者（俗稱人間國寶），是台灣人間國寶中最年輕的工藝師。
2021年，榮獲中華民國文化部文協獎章（視覺藝術、表演藝術、傳統藝術組）。
尤瑪·達陸認為在製作泰雅族織品時不只是山地風景圖，而是包含著泰雅族的文化，而且要讓部落的經濟生活有所改善。她也認為泰雅族的織女們並非只是編織的工匠，而是肩負傳承文化與藝術創作的藝師。

## 榮譽
- 文化部首屆公共藝術獎「卓越獎」(2008年)
- 中華民國無形文化資產傳統藝術類重要傳統工藝泰雅染織保存者(2016年)
- 中華民國文化部文協獎章(2021年)